# Nordindischer Muntjak
Der Nordindische Muntjak (Muntiacus vaginalis) ist eine Hirschart aus der Gattung der Muntjaks. Er kommt in Süd- und Südostasien vor, wo er eine Vielzahl an Waldlandschaften bewohnt. Die Tiere leben einzelgängerisch in festen Aktionsräumen und ernähren sich pflanzenfressend von Blättern und Früchten, im Frühjahr auch von jungen Gräsern. In der Regel bringen Weibchen ein Junges zur Welt. Typisches Kennzeichen des Nordindischen Muntjaks ist das rötlich gefärbte Fell. Das Merkmal teilt er mit dem Indischen Muntjak, weswegen beide Formen teilweise auch zu einer Art zusammengefasst werden. Die wissenschaftliche Einführung des Nordindischen Muntjaks erfolgte im Jahr 1785. Der Bestand gilt als nicht gefährdet.

## Merkmale

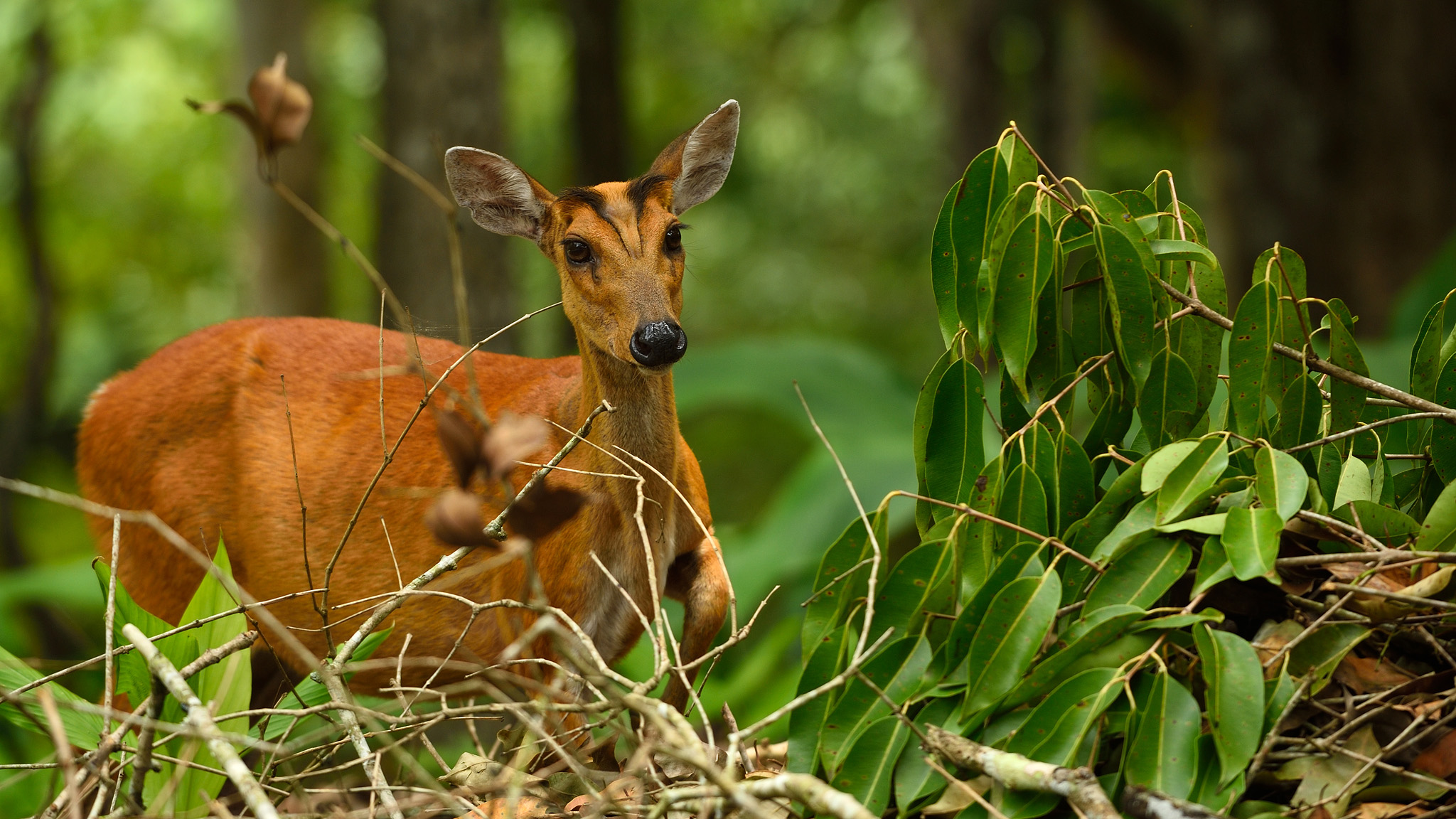
Weiblicher Nordindischer Muntjak im Nationalpark Khao Yai, Thailand

Der Nordindische Muntjak ähnelt äußerlich dem Indischen Muntjak (Muntiacus muntjak). Im Vergleich zu den anderen rötlich gefärbten Muntjaks des süd- und südostasiatischen Festlandes, dem Zentralindischen Muntjak (Muntiacus aureus) und dem Malabar-Muntjak (Muntiacus malabaricus) ist er der größte Vertreter. Er besitzt ein dunkel rötliches Rückenfell, das zu den Seiten hin aufhellt. Die Gliedmaßen sind dunkelbraun, an den Innenseiten auch heller. Oberhalb der Hufe tritt ein weißer Streifen auf. Der Nacken ist gräulich gefärbt, Stirn und Hinterkopf sind gelblich braun, während der Rest des Gesichtsbereiches wiederum gräulich erscheint. Die Ohren haben an der rückseitigen Basis einen rötlichen Farbton, der Rest ist dunkelbraun. Die Geweihstangen messen zwischen 8 und 12 cm in der Länge. Sie sitzen auf relativ langen Rosenstöcken, die in etwa die Ausmaße der Stangen haben. Die Schädellänge beträgt rund 20 cm.

## Verbreitung
Der Nordindische Muntjak kommt hauptsächlich im nördlichen und östlichen Teil Indiens, in Nepal und Bhutan sowie nach Osten über einen größeren Teil Indochinas mit Myanmar, Thailand einschließlich einzelner Bereiche der Malaiischen Halbinsel, Laos, Kambodscha und Vietnam mit Ausnahme des Nordens bis hin zum südlichsten Teil der südchinesischen Provinz Yunnan vor. Die genaue südliche Verbreitungsgrenze auf der Malaiischen Halbinsel ist noch unklar. Im zentralen und westlichen Teil Indiens und nach Osten bis in das Chindwin-Gebiet Myanmars wird der Nordindische Muntjak vom Zentralindischen Muntjak (Muntiacus aureus) abgelöst. Dagegen ist auf Sri Lanka und im südwestlichen Indien der Malabar-Muntjak (Muntiacus malabaricus) heimisch, während das nördliche Vietnam, die chinesische Insel Hainan und der Nordteil von Yunnan vom Schwarzfuß-Muntjak (Muntiacus nigripes) besiedelt wird. In einer erweiterten Sichtweise entspricht der Nordindische Muntjak dem einzigen rötlich gefärbten Muntjak des süd- und südostasiatischen Festlands, sein Verbreitungsgebiet würde dann den gesamten beschriebenen Bereich einnehmen. Nach Süden hin auf dem südlichen Teil der Malaiischen Halbinsel und auf den Sundainseln ist der Indische Muntjak (Muntiacus muntjak) verbreitet.
Die bewohnten Lebensräume umfassen eine große Vielfalt an Wäldern und Buschlandschaften, einschließlich flache Ebenen und zerklüftete Berge, dichte bewachsene und offene Gebiete, immergrüne und laubabwerfende Wälder sowie Primär- und Sekundärwälder. Teilweise ist der Nordindische Muntjak auch in Gras- und Ackerland in der Nähe von bewaldeten Lebensräumen zu finden. Im zentralen Himalaya bevorzugen die Tiere weitgehend Laub- und Mischwälder sowie Hanglagen, während sie steinigen Untergrund eher meiden. In der Regel reicht die Höhenverbreitung 1000 bis 1500 m über dem Meeresspiegel, im Himalaya sind auch Höhenlagen bis 3500 m möglich.

## Lebensweise

### Territorialverhalten
Der Nordindische Muntjak lebt einzelgängerisch, Berichte über kleine Gruppen können auf sich paarende Tiere, Mutter/Jungtier-Verbände oder auf eine vorübergehende zufällige Ansammlung von Individuen an hochwertigen Nahrungsquellen zurückgeführt werden. Die Individuen scheinen stark an einen bestimmten Aktionsraum gebunden zu sein. Im Bardia-Nationalpark in Nepal nutzen männliche Tiere Areale von 45 bis 95 ha Ausdehnung mit Durchschnittswerten um 70 ha, Angaben für weibliche Tiere liegen bei 35 bis 82 ha, durchschnittlich 59 ha. Die Größe der Gebiete variiert nur gering über das Jahr. Die Grenzen überschneiden sich teils deutlich unabhängig vom Geschlecht. Männliche Tiere verbringen eine größere Zeit ihres Tagesbudgets mit dem Ausbringen von Duftmarken, auch scheinen sie in gewissem Maße aggressiv gegenüber Geschlechtsgenossen zu sein. Es besteht aber keine extrem ausgewiesene Territorialität. Der Nordindische Muntjak kann sowohl tag- als auch nachtaktiv sein, häufige Aktivitäten finden zur Dämmerungszeit statt. Zur Ruhe oder zum Wiederkäuen ziehen sich die Tiere in Gebiete mit dichtem Pflanzenbewuchs zurück. Dabei zeigten Beobachtungen im Khao-Yai-Nationalpark in Thailand, dass der Nordindische Muntjak hauptsächlich nach Westen zeigende Hänge bevorzugt. Der hier ebenfalls auftretende größere und in kleinen Verbänden lebende Sambar hingegen okkupiert ostwärts orientierte Hänge, so dass beide Arten dadurch eventuell Konkurrenz vermeiden. Fressfeinde sind der Leopard, der Tiger und der Rothund.

### Ernährung
Die Nahrung des Nordindischen Muntjaks basiert auf Früchten, Knospen, kleinen Samen, Zweigen, zarten Blättern und jungem Gras. Nach Untersuchungen im Nagarjun-Wald bei Kathmandu in Nepal fressen die Tiere insgesamt 22 verschiedenen Pflanzenarten, wobei weiche Kost dominiert. Lediglich im Frühjahr steigt der Anteil harter Gräser auf rund 55 % an, von Bedeutung sind hier dann vor allem Imperata-Gräser. Blatt- und Fruchtkost bezieht der Nordindische Muntjak unter anderem von Stechwinden, aber auch von Vertretern von Flemingia, Prunus und Arundinaria. In der Regenzeit spielen darüber hinaus Flechten eine größere Rolle. Durch seine Ernährungsweise ist der Nordindische Muntjak ein wichtiger Verbreiter von Pflanzensamen. Davon profitiert unter anderem die Gattung Choerospondias aus der Gruppe der Sumachgewächse. Gelegentlich fressen die Tiere Kot anderer Säugetiere, so etwa vom Asiatischen Elefanten, die halbverdaute Früchte von Dillenia-Pflanzen enthalten können.

### Fortpflanzung
Der Nordindische Muntjak scheint sich das ganze Jahr lang fortpflanzen zu können, für einige Populationen bestehen aber auch zeitlich begrenztere Paarungsaktivitäten, insbesondere in Gebieten mit einem eher saisonalen Klima. Der Brunftzyklus dauert etwa 18 Tage und wiederholt sich mehrmals im Jahr. Nach einer Tragzeit von rund 210 Tagen kommt ein Junges zur Welt. Weibchen sind nach der Geburt des Nachwuchses wieder empfangsbereit, der Abstand zwischen zwei Geburten beträgt rund acht Monate. Das Junge wird nach rund 70 Tagen entwöhnt, die Geschlechtsreife ist mit acht bis zehn Monaten erreicht.

## Systematik
Der Nordindische Muntjak ist eine Art aus der Gattung der Muntjaks (Muntiacus) innerhalb der Familie der Hirsche (Cervidae). Die Muntjaks werden innerhalb der Hirsche zur Unterfamilie der Cervinae und zur Tribus der Muntjakhirsche (Muntiacini) geordnet, in letzteren steht zusätzlich noch den Schopfhirsch (Elaphodus). Die Muntjakhirsche wiederum sind das Schwestertaxon zu den Echten Hirschen (Cervini). Typische Kennzeichen der Muntjaks finden sich in dem einfach gebauten Geweih und dem zumeist bei männlichen Tieren vergrößerten Eckzahn. Alle bekannten Vertreter bewohnen Waldlandschaften. Sowohl das genaue Verwandtschaftsverhältnis der verschiedenen Muntjak-Vertreter zueinander als auch die Anzahl der Arten sind bisher nicht restlos geklärt. Eine Revision der Huftiere aus dem Jahr 2011 durch Colin P. Groves und Peter Grubb stellt den Nordindischen Muntjak als eine Form der rötlich gefärbten Muntjaks heraus und gliedert ihn der Muntjacus muntjak-Gruppe zu. Diese schließt neben der namensgebenden Art, den Indischen Muntjak (Muntiacus muntjak), auch den Zentralindischen Muntjak (Muntiacus aureus), den Malabar-Muntjak (Muntiacus malabaricus) und den Schwarzfuß-Muntjak (Muntiacus nigripes) ein. Der Gruppe stehen die Muntiacus reevesi- und die Muntiacus crinifrons-Gruppe sowie eine weitgehend unbenannte Gruppe zwergenhafter Muntjaks vom südostasiatischen Festland (mitunter auch als Muntiacus rooseveltorum-Gruppe bezeichnet) zur Seite. Die Unterscheidung erfolgte weitgehend auf anatomischer Basis, aber unter Einbeziehung einzelner genetischer Daten.

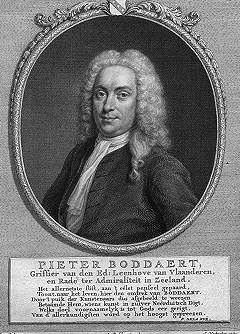
Pieter Boddaert

Der Artstatus des Nordindischen Muntjaks wird sehr unterschiedlich bewertet. Die wissenschaftliche Erstbeschreibung erfolgte durch Pieter Boddaert im Jahr 1785 unter der Bezeichnung Cervus vaginalis. Er setzte damit den Nordindischen Muntjak vom Indischen Muntjak ab, den Eberhard August Wilhelm von Zimmermann bereits fünf Jahre zuvor eingeführt hatte. Die Typusregion der Art gab Boddaert mit Indien an. Als Basis für seine Beschreibung verwies  er auf die ausführlichen Abhandlungen über den „Indischen Hirsch“ (le chevreuil des Indés) in Georges-Louis Leclerc de Buffons umfassenden Werk Histoire naturelle, générale et particulière. von 1782. Vor allem im Verlauf des 20. Jahrhunderts wurde der Nordindische Muntjak zusammen mit den anderen rötlich gefärbten Festlandsformen als Unterart des Indischen Muntjaks aufgefasst. Im Deutschen trug diese allumfassende Art dann die triviale Bezeichnung „Muntjak“. Innerhalb des „Muntjak“ bestanden teilweise bis zu fast einem Dutzend Unterarten.

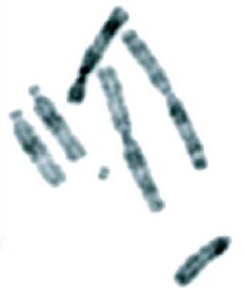
Karyotyp des Nordindischen Muntjaks

Aus mehreren cytogenetischen Studien seit den 1970er Jahren wuchs die Erkenntnis, dass die Muntjaks extrem divers in der Beschaffenheit ihres Chromosomensatzes sind, dessen diploide Nummer von 2n=6/7 beim „Muntjak“ – der niedrigste bei einem Säugetier festgestellte Wert – über 2n=12/13/14 beim Tenasserim-Muntjak (Muntiacus feae) bis zu 2n=46 beim Chinesischen Muntjak (Muntiacus reevesi) reicht. So unterschieden sich auch die festländischen roten Muntjaks von denen der Sundainseln in ihrer Chromosomennummer, da letztere einen Satz von 2n=8/9 aufweisen gegenüber 2n=6/7 bei ersteren. Dies nahm Colin P. Groves im Jahr 2003 zum Anlass, die festländischen von den inselbewohnenden Tieren auf Artebene abzutrennen und so den Nordindischen Muntjak gegenüber dem Indischen Muntjak als eigenständig anzuerkennen. Dem Nordindischen Muntjak wies Groves drei Unterarten zu: M. v. vaginalis als Nominatform mit einem Verbreitungsgebiet vom nördlichen Teil des indischen Subkontinents bis in das westliche Myanmar, M. v. aureus aus dem zentralindischen Bereich des Dekkan und M. v. malabaricus von Sri Lanka und den Westghats (eine vierte Unterart ist mit M. v. curvostylis vom restlichen südostasiatischen Festland und vom südwestlichen China herauszustellen; Groves behandelt 2003 aber nur die Tiere Südasiens). Groves vermutete allerdings noch eine dritte, eigenständige Art, die sich äußerlich durch schwarze Beine auszeichnet und auf der Insel Hainan, im südwestlichen China und im nördlichen Vietnam vorkommt. Die Form wird mit M. v. nigripes teilweise auch als Unterart des Nordindischen Muntjaks angesehen. Die Aufteilung der roten Muntjaks in zwei Arten wurde von anderen Autoren teilweise übernommen, unter anderen auch von der International Union for Conservation of Nature and Natural Resources (IUCN), andere Wissenschaftler verblieben bei der alten Gliederung in eine einzige Art. Die Revision der Huftiere durch Groves und Grubb 2011 erhob dann wiederum die zuvor als Unterarten postulierten Vertreter Südasiens in den Artstatus, namentlich sind dies der Zentralindische Muntjak (Muntiacus aureus) und der Malabar-Muntjak (Muntiacus malabaricus), zusätzliche wiesen die beiden Autoren noch den Schwarzfuß-Muntjak (Muntiacus nigripes) aus. Demnach verblieben im Nordindischen Muntjak zwei Unterarten: M. v. vaginalis und M. v. curvostylis.
Je nach Anerkennung der einzelnen Arten können demnach für den Nordindischen Muntjak folgende Unterarten angegeben werden:
- Gliederung nach Groves 2003:[1][19]

- M. v. aureus (Hamilton Smith, 1827); zentraler und westlicher Teil des indischen Subkontinents und westliches Myanmar
- M. v. curvostylis (Gray, 1872); Indochina von Myanmar über Thailand, Laos, Kambodscha bis südliches und zentrales Vietnam sowie südwestliches China
- M. v. malabaricus Lydekker, 1915; Sri Lanka und südlicher Teil des indischen Subkontinents (Westghats)
- M. v. nigripes Allen, 1930; Hainan, südwestliches China und nördliches Vietnam
- M. v. vaginalis (Boddaert, 1785); nördlicher und östlicher Teil des indischen Subkontinents bis westliches Myanmar

- Gliederung nach Groves und Grubb 2011:[2]

- M. v. curvostylis (Gray, 1872); Indochina von Myanmar über Thailand, Laos, Kambodscha bis südliches und zentrales Vietnam sowie südwestliches China
- M. v. vaginalis (Boddaert, 1785); nördlicher und östlicher Teil des indischen Subkontinents bis westliches Myanmar

Weitere, innerhalb des Nordindischen Muntjaks eingeschlossene Unterarten waren M. v. annamensis, benannt von Cecil Boden Kloss im Jahr 1928 für Tiere aus dem südlichen Vietnam, sowie M. v. menglalis und M. v. yunnanensis für Vertreter aus Yunnan, beide Unterarten wurden 1988 eingeführt. Während M. v. annamensis und M. v. menglalis von Groves und Grubb 2011 zu M. v. curvostylis übergeführt wurden, gliederten sie M. v. yunnanensis dem Schwarzfuß-Muntjak bei.
Molekulargenetische Untersuchungen aus dem Jahr 2017 zeigen auf, dass sich innerhalb der rotgefärbten Muntjaks Süd- und Südostasiens insgesamt drei monophyletische Linien rekonstruieren lassen. Eine Klade stellt die Tiere aus Sri Lanka und den Westghats heraus, eine zweite umfasst jene vom süd- sowie südostasiatischen Festland und eine dritte schließt die der Malaiischen Halbinsel und der Sundainseln ein. Innerhalb der drei Linien sind noch einzelne Subgruppen unterscheidbar, so etwa aus dem nördlichen Indien oder aus dem südlichen China und dem nördlichen Vietnam. Die Grenzen zwischen den drei Hauptlinien liegen einerseits am Isthmus von Kra und andererseits an der zentralindischen Trockenregion, beides sind als biogeographische Barrieren bekannt. Die Aufspaltung der drei Gruppen fällt in das Untere Pleistozän vor etwa 1,5 bis 1,1 Millionen Jahren. Zuerst bildete sich die Sri Lanka/Westghat-Linie heraus. Möglicherweise wurde der Bildungsprozess durch die klimatischen Schwankungen während des Pleistozäns gesteuert. Die Autoren der Studie legten sich nicht fest, ob die drei Kladen als Unterarten oder als Arten eingestuft werden sollten, da weitere genetische Untersuchungen für eine höhere Auflösung notwendig sind. Spätere genetische Studien bestätigten dies. Eine Analyse aus dem Jahr 2021 erkannte diese drei Linien als Arten an und setzte die Gruppe aus Sri Lanka und den Westghats mit dem Malabar-Muntjak und jene vom süd- und südostasiatischen Festland mit dem Nordindischen Muntjak gleich. Der Indische Muntjak bleibt demnach auf die Sundainseln beschränkt. Im gleichen Jahr ließen sich in einer weiteren Untersuchung auch die Muntjaks des nördlichen und zentralen Indiens genetisch differenzieren und wurden als Zentralindischer Muntjak auf Artstufe gehoben.

## Bedrohung und Schutz
Die IUCN stuft den Nordindischen Muntjak in die Kategorie „nicht gefährdet“ (least concern) ein. Die Art wird im größten Teil ihres Verbreitungsgebietes legal und illegal gejagt und gehört wahrscheinlich zu den am meisten verwendeten und begehrtesten Wildfleischsorten in Süd- und Südostasien. China scheint der Hauptverbraucher und Produzent von Produkten des Nordindischen Muntjaks zu sein. Es wird ein intensiver Handel aus den angrenzenden südostasiatischen Ländern nach China betrieben, der Fleisch, Häute, Geweihe und Arzneimittel umfasst. Die Art kommt in zahlreichen Schutzgebieten vor.